# Siervas de la Divina Providencia
La Congregación de las Siervas de la Divina Providencia (oficialmente en italiano: Congregazione delle Ancelle della Divina Provvidenza) es una congregación religiosa católica femenina de derecho pontificio fundada por el sacerdote italiano Pasquale Uva el 10 de agosto de 1922 en Bisceglie (Bari), para la atención de los enfermos mentales. A las religiosas de este instituto se les conoce como Siervas de la Divina Providencia y posponen a sus nombres las siglas A.D.P (Ancelle della Divina Provvidenza)

## Historia
La congregación fue fundada por el sacerdote italiano Pasquale Uva, quien viendo la situación de abandono en la que se encontraban los enfermos psiquiátricos del sur de Italia, decidió abrir un establecimiento en 1922, al que le dio el nombre de Casa de la Divina Providencia. Para asistir a los enfermos mentales. Ese mismo año dio inicio a las Siervas de la Divina Providencia. Para la formación de las primeras religiosas se valió de la ayuda de las trinitarias. El 21 de noviembre de 1923 el instituto fue aprobado como pía unión de derecho diocesano.
La primera superiora general fue Lucía Caprioli, a quien las religiosas consideran cofundadora. Bajo su gobierno se establecieron en Bisceglie en el Hospital Psiquiátrico, desde donde salieron las religiosas para las siguientes fundaciones: Foggia, Guidonia, Palestrina, entre otras. Recibieron la aprobación pontificia el 24 de enero de 1944.

## Organización
La Congregación de las Siervas de la Divina Providencia es un instituto religioso centralizado, cuyo gobierno recae en la superiora general. La sede central se encuentra en Bisceglie (Italia).
Las siervas se dedican al cuidado de los enfermos psiquiátricos, en sus centros y hospitales. En 2015, eran unas 95 religiosas y tenían 8 comunidades, presentes en Italia. (Bisceglie, Foggia y Potenza)